# Alligator II – Die Mutation
Alligator II – Die Mutation ist ein US-amerikanischer Horrorfilm von Jon Hess aus dem Jahr 1991 und eine Fortsetzung des Films Der Horror-Alligator aus dem Jahr 1980. In Deutschland lief der Film nicht in den Kinos und wurde ab dem 28. März 1991 auf VHS vermarktet. Im Fernsehen lief er unter dem Titel Alligator II – Die Mörderbestie beißt wieder zu.

## Handlung
Das Wohl einer verschlafenen, an einem See gelegenen Kleinstadt wird durch Vincent Brown, den Besitzer des Chemiekonzerns Future Chemical, bestimmt. Gemeinsam mit Bürgermeister Anderson will er aus der Stadt einen aufstrebenden Ort machen. Dafür kauft Brown so viele Grundstücke wie möglich auf, viele Einwohner möchten jedoch nicht verkaufen. Um dies zu ändern, plant er einen großen Jahrmarkt am See.
Detective David Hodges erfährt eines Morgens, dass zwei Fischer und auch mehrere Obdachlose verschwunden sind. Als ein Stiefel aufgefunden wird, in dem noch ein Teil eines Beines steckt, lässt er den Fund von seiner Ehefrau Christine, einer Chemikerin, untersuchen. Die findet Spuren von tierischem Speichel. Es wird vermutet, dass ein riesiges Krokodil in der Kanalisation sein Unwesen treibt. Durch Chemikalien, die Future Chemical illegal in der Kanalisation entsorgt, ist das Untier mutiert.
Hodges und sein Kollege Rich Harmon, unterstützt vom professionellen Alligatorjäger Hawkins und dessen Team, machen sich auf die Jagd nach der Bestie. Allerdings sind sämtliche herkömmlichen Waffen und sogar Dynamit wirkungslos. Nachdem es einige Tote zu beklagen gegeben hat, übergibt Christine ihrem Mann ein Gift, das dem Krokodil injiziert werden muss. Der Jahrmarkt hat begonnen, und es muss verhindert werden, dass das Tier in den See gelangt. Polizeichef Speed will die Veranstaltung absagen und wird daraufhin von Brown ermordet. Auch der Bürgermeister, der Browns Treiben nicht mehr länger tolerieren will, fällt ihm zum Opfer. Das Krokodil verbreitet Angst und Schrecken, als es während des Festes auf Menschenjagd geht. Brown wird überwältigt und im See vom Untier gefressen. Hawkins, Hodges und Harmon fahren mit einem Boot auf den See, welches das Tier jedoch zum Kentern bringt. Hawkins wird in einem Kampf ebenfalls aufgefressen, doch Hodges kann das Gift injizieren, was aber ohne Wirkung bleibt. Der Alligator kehrt zu seinem Nest in der Kanalisation zurück, wo ihn Hodges und Harmon mit Panzerfäusten zur Strecke bringen können.

## Kritik
„Absolut einfallsloser Horrorfilm mit haarsträubend lächerlichen Spezialeffekte.“

„US-Schreckensprodukt um ein leicht sediert wirkendes Gummimonster, gefertigt mit überschaubarem Budget. Inszeniert hat Jon Hess, der Regisseur des weidlich geschätzten „Watchers“. B-Film-Recken, wie Joseph Bologna („Roboto - Die Menschmaschine“), Steve Railsback („Insect“, „Hitchiker 2“), Dee Wallace Stone („Critters“, „Crazy Love“) und Richard Lynch („Lockdown“, „Lambada - Der verbotene Tanz“) haben ihr ganz persönliches Erlebnis mit dem Alptraum der Kanalisation. Ein erfolgversprechendes Genre-Produkt für Heavy-User und Großwildjäger.“